# Església de Santa Valpurga (Groningen)
L'Església de Santa Valpurga fou una església de la ciutat de Groningen (Països Baixos), al terreny del Cementiri Martini que es va demolir l'any 1627.
La deterioració va començar l'any 1594 quan la ciutat va ser atacada per Maurici de Nassau. Durant l'atac el cobriment de plom del teulat va ser utilitzat per la producció de bales. L'any 1611 es va demolir la part rodona del centre i el 1616 la torre. La resta es va demolir l'any 1627. L'Església Nova, que va ser construïda just després, tenia al principi el nom de Nova Església de Santa Valpurga.